# Окто Спития
Окто Спития или Раджилар (на гръцки: Οκτώ Σπίτια, до 1927 година Ρατζιλάρ, Раджилар) е бивше село в Гърция в дем Кожани, област Западна Македония.

## География
Селото е било разположено на 680 m надморска височина, североизточно от Кожани по пътя за Кайляри.

## История

### В Османската империя
Според статистиката на Васил Кънчов („Македония. Етнография и статистика“) през 1900 година в Реджалеръ, Кожанска каза, има 16 турци.
На Етнографската карта на Битолския вилает на Картографския институт в София от 1901 година Раджалер е чисто турско село в Кожанската каза на Серфидженския санджак с 4 къщи.

### В Гърция
През Балканската война в селото влизат гръцки части и след Междусъюзническата в 1913 година остава в Гърция. През 20-те години турското му население се изселва и на негово място са заселени гърци бежанци. В 1928 година селото е чисто бежанско и има 8 бежански семейства с 30 души. В 1927 година селото е прекръстено на Окто Спития, в превод Осем къщи.
На 7 април 1951 година е закрито.
| Година    | 1913 | 1920 | 1928 | 1940 | 1951 | 1961 | 1971 | 1981 | 1991 | 2001 | 2011 | 2021 |
| --------- | ---- | ---- | ---- | ---- | ---- | ---- | ---- | ---- | ---- | ---- | ---- | ---- |
| Население | 20   | 20   | 45   | 44   |      |      |      |      |      |      |      |      |